# Рожневые Поля
Рожне́вые Поля́ (укр. Рожневі Поля) — село в Заболотовской поселковой общине Коломыйского района Ивано-Франковской области Украины.
Население по переписи 2001 года составляло 424 человека. Занимает площадь 26,4 км². Почтовый индекс — 78324. Телефонный код — 03476.